# 呉世昌
呉 世昌（オ・セチャン、ご せいしょう、1864年 – 1953年4月16日）は、朝鮮の独立運動家、ジャーナリスト。芸術分野においては多方面で造詣が深い書家としても知られている。雅号は葦滄（ウィチャン、위창）、天道教で受けた道号は間菴（ハナム、한암）。本貫は海州呉氏。

## 人物
中人の位にあった中国語の翻訳官であり、李氏朝鮮末期の先覚者としても知られた呉慶錫の長男として、漢城に生まれる。代々にわたって外国語を習い、早い時期に開化思想に目を開いた家庭で育ったことに加え、開化派の巨頭である師匠の劉鴻基の影響を受け、自然に開化運動に参加するようになった。
1879年に訳科に合格して公職の道に進んだが、1885年に博文局による発令を受けて、週刊官報である『漢城周報』の記者となり、初めて報道の仕事に携わる事となる。以後は、軍国機務処や農商工部、郵征局などを経て、1897年に東京外国語学校へ朝鮮語科教師として派遣され、日本で1年程の間教師生活をしながら近代文物に接した。1902年から日本に亡命していた途中、天道教の教主である孫秉煕と知り合い、天道教に入信した。
1906年に天道教の機関紙を兼ねた日刊紙『万歳報』の社長として啓蒙運動を広げながら、国債報償運動を行い、1909年には大韓協会が創刊した日刊紙として反日の論調を張った『大韓民報』の社長も引き受けた。天道教内部では権東鎮と共に開化には賛成するが日本との合併に反対するという、いわゆる文明開化派の代表的な人物として、合併請願で開化する事を主張する一進会系列とは対立して、李容九を追放した。
1919年の三・一独立運動には、民族代表33人の一人として運動を主導し、懲役3年の判決を言い渡され、約2年間の獄中生活を送る事となった。
出獄後は、書家や篆刻家、書道及び金石学の歴史学者としての活動を始め、1922年に第1回朝鮮美術展覧会が開催された際は、書道部門で入賞した。
日本統治時代の朝鮮においても、転向する事が無かった独立運動家の元老だった事もあって、独立後は高齢にもかかわらず朝鮮建国準備委員会委員や南朝鮮大韓国民代表民主議院議員、ソウル新聞名誉社長などに委嘱され、韓国民主党も結成時に呉を共同党首として迎え入れようとした。朝鮮戦争時には大邱に避難したが、避難中に病死した。葬儀は、国葬に準じる社会葬として行われた。
1962年に、大韓民国政府から建国勲章が授与された。